# Градска кућа Лиона
Градска кућа Лиона (фр. Hôtel de Ville de Lyon) једна је од највећих историјских зграда у овом граду. Налази се између трга Теро и Трга комедије, пред Новом опером. Носи статус историјског споменика од 12. јула 1886. године. Као дио четврти Прескил, уписана је на Унескову листу свјетске баштине заједно с још неким четвртима у центру Лиона.

## Историја
- У 17. вијеку, центар Лиона постао је Прескил и његов трг Теро. Градска кућа је саграђена средином истог вијека по пројекту Симона Мопена.
- Послије пожара 1674. године,[3] кућа је обновљена, при чему је главни дио фасаде добио нов изглед, за који су заслужни Жил Арден-Мансар и његов ученик Робер де Кот.[4]
- Године 1792, током Француске револуције, са фасаде је уклоњен рељеф Луја XIV на коњу, да би током рестаурације био замијењен рељефом Анрија IV у истом положају.[3]

## Галерија
- мозаик који представља градску кућу, парк Музеја лијепих умјетности у Лиону
- градска кућа током опсаде Лиона
- освијетљена фасада
- рељеф Анрија IV и звоник
- двориште